# Abadía de Reading
La abadía de Reading fue una abadía fundada en 1121 en Reading por Enrique I de Inglaterra. Perteneció originalmente a la orden benedictina de Cluny, y a mediados del siglo XIV se había convertido en una de las abadías más importantes del país.
En 1125, la emperatriz Matilda regaló a la abadía la reliquia de la mano de Santiago el Mayor.
Tras la disolución de los monasterios ordenada por el rey Enrique VIII de Inglaterra en 1539, la abadía sería destruida por orden de Edward Seymour, I duque de Somerset, lord protector del Eduardo VI de Inglaterra.
Las ruinas fueron abiertas al público de nuevo en 2018 tras realizar obras de conservación.
El penal de Reading, donde Oscar Wilde fue encarcelado durante dos años —tras el cual escribiría Balada de la cárcel de Reading—, fue construido en 1844 en un solar colindante con las ruinas de la abadía.